# 렛츠고 세계로
렛츠고 세계로는 성격도 취향도 다른 두 여행자의 좌충우돌 리얼 세계 여행을 그린 문화방송의 다큐멘터리이다.

## 방송 내용
- 1회 ~ 4회 (2013년 8월 17일 ~ 2013년 9월 7일) : 김원준,심현보의 알래스카 여행 1부 ~ 4부
- 5회 ~ 8회 (2013년 9월 28일 ~ 2013년 10월 19일) : 동남아시아 3개국 국경 횡단 배낭여행 1부 ~ 4부
- 9회 ~ 12회 (2013년 11월 1일 ~ 2013년 11월 23일) : 와인을 품은 땅 헝가리, ‘자연으로의 초대’, ‘천년의 유산, 부다페스트’, 헝가리의 전설을 찾아서